# James Hardiman
Pour les articles homonymes, voir Hardiman.
James Hardiman (1782–1855), également connu sous le nom de Séamus Ó hArgadáin, est bibliothécaire au Queen's College de Galway.
Hardiman est surtout connu pour son Histoire de la ville et du comté de Galway (1820) et Irish Minstrelsy (1831), l'un des premiers recueils publiés de poésie et de chansons irlandaises.

## Biographie
Hardiman est né à Westport, comté de Mayo, dans l'ouest de l'Irlande vers 1782. Son père possède un petit domaine dans le comté de Mayo. Il suit une formation d'avocat et devient sous-commissaire des archives publiques au château de Dublin. Il est un membre actif de l'Académie royale d'Irlande et recueille et sauve de nombreux exemplaires de musique traditionnelle irlandaise.
En 1855, peu de temps après sa fondation, Hardiman devient bibliothécaire du Queen's College de Galway.
La bibliothèque de l'Université nationale d'Irlande à Galway (anciennement Queen's College Galway) est nommée en son honneur.
Hardiman Road à Drumcondra, Dublin porte son nom.

## Travaux
- The History of the Town and County of the Town of Galway. From the Earliest Period to the Present Time (Dublin : W. Folds & Sons, 1820) ; réimpression Galway : Connacht Tribune Printing and Publishing Co., 1958 ; seconde impression (de réimpression) : même éditeur, 1985. En ligne en anglais
- Ancient Irish Deeds and Writing, Chiefly Relating to Landed Property, from the Twelfth to the Seventeenth Century (Dublin: Graisberry, 1828)
- rish Minstrelsy, or Bardic Remains of Ireland, with English Poetical Translations (Londres: J. Robins, 1831); réimprimer Shannon: Irish University Press, 1971; (ISBN 0-7165-0333-6) .